# Liste der Monuments historiques in Sonnac (Charente-Maritime)
Die Liste der Monuments historiques in Sonnac (Charente-Maritime) führt die Monuments historiques in der französischen Gemeinde Sonnac auf.

## Liste der Objekte
Zum Verständnis siehe: Kirchenausstattung
| Bezeichnung               | Beschreibung                     | Standort                        | Kennzeichnung | Schutzstatus | Datum | Bild |
| ------------------------- | -------------------------------- | ------------------------------- | ------------- | ------------ | ----- | ---- |
| Gemälde Eucharistie       |                                  | in der Kirche St-Étienne (Lage) | PM17001363    | Inscrit      | 1983  |      |
| Hauptaltar mit Tabernakel | Holz, vergoldet, 18. Jahrhundert | in der Kirche St-Étienne (Lage) | PM17000724    | Classé       | 1984  |      |